# Страус, Джо
Джо Страус (англ. Joe Straus) — государственный и политический деятель Соединённых Штатов Америки.

## Биография
Родился 1 сентября 1959 года в городе Сан-Антонио, штат Техас. Окончил Университет Вандербильта в Нашвилле, штат Теннесси. В 1986 году руководил избирательной кампанией Ламара Смита во время его участия в выборах в Конгресс США. С 1989 по 1991 год занимал должность заместителя директора по деловым связям в Департаменте торговли США в администрации президента Джорджа Буша. В 2005 году был избран членом Палаты представителей Техаса от 121 избирательного округа. 13 января 2009 года назначен на должность спикера Палаты представителей Техаса.
В феврале 2017 год Джо Страус заявил о своем несогласии с указом президента Дональда Трампа о введении запрета на посещение США гражданам 7 мусульманских стран. Его позицию поддержал республиканец, член Палаты представителей Техаса от 23-го избирательного округа Уилл Херд. В марте 2017 года он отказался поддержать законопроект о предоставлении трансгендерам отдельной комнаты в туалетах, предложенный сенатором штата Лоис Колкхорст и одобренный вице-губернатором Дэном Патриком. Страус заявил, что этот законопроект не является для него приоритетом.